# Indiai kakukk
Az indiai kakukk (Cuculus micropterus) a madarak osztályának kakukkalakúak (Cuculiformes) rendjébe, ezen belül a kakukkfélék (Cuculidae) családjába tartozó faj.

## Rendszerezése
A fajt John Gould angol ornitológus írta le 1837-ben.

## Alfajai
- Cuculus micropterus concretus S. Muller, 1845
- Cuculus micropterus micropterus Gould, 1838[2]

## Előfordulása
Banglades, Bhután, Brunei, Észak-Korea, Dél-Korea, a Fülöp-szigetek, India, Indonézia, Japán, Laosz, Kambodzsa, Kína, Malajzia, a Maldív-szigetek, Mianmar, Nepál, Pakisztán, Oroszország, Szingapúr, Srí Lanka, Thaiföld és Vietnám területén honos.
Természetes élőhelyei a mérsékelt övi erdők, szubtrópusi és trópusi síkvidéki esőerdők, valamint másodlagos erdők. Vonuló faj.

## Megjelenése
Testhossza 33 centiméter.
|  |

## Természetvédelmi helyzete
Az elterjedési területe rendkívül nagy, egyedszáma viszont csökken, de még nem éri el a kritikus szintet. A Természetvédelmi Világszövetség Vörös listáján nem fenyegetett fajként szerepel.